# Зализ
Зали́зы — обтекатели, обеспечивающие плавное, без завихрений, застойных зон и срывов обтекание мест сочленения различных частей летательного аппарата, например стыка крыла самолёта с фюзеляжем, пилона подвески двигателя с мотогондолой и т. п.
Помимо основных видов сопротивления воздушного потока (при обтекании воздушного судна) таких как лобовое сопротивление (зависит от площади лобовой проекции летательного аппарата) и индуктивное сопротивление (зависит от величины углов атаки при маневрировании), существует интерференционное сопротивление, вызванное перемешиванием струйных потоков вблизи элементов конструкции, расположенных друг к другу под углом от 60 градусов и выше, с образованием зон турбулентности (существенным ростом общего сопротивления летательного аппарата). Наиболее сильно возрастает эта составляющая сопротивления на скоростях от 80 до 400 км/ч. Проблема устраняется при проектировании летательного аппарата методом заполнения теоретической зоны интерференции подходящим материалом.